# Kominato Railway
Kominato Railway Co.,Ltd. (小湊鐵道株式会社, Kominato Tetsudō Kabushiki-gaisha) est une compagnie de transport de passagers qui exploite une ligne de chemin de fer ainsi qu'un réseau de bus dans la préfecture de Chiba au Japon. Son siège social se trouve dans la ville d'Ichihara.

## Histoire
Kominato Railway a été fondée le 19 mai 1917 et ouvre la ligne Kominato le 7 mai 1925.

## Ligne
La compagnie possède une ligne.
| Ligne          | Nom japonais | Terminus            | Longueur (km) | Gares |
| -------------- | ------------ | ------------------- | ------------- | ----- |
| Ligne Kominato | 小湊鉄道線   | Goi - Kazusa-Nakano | 39,1          | 18    |

## Matériel roulant

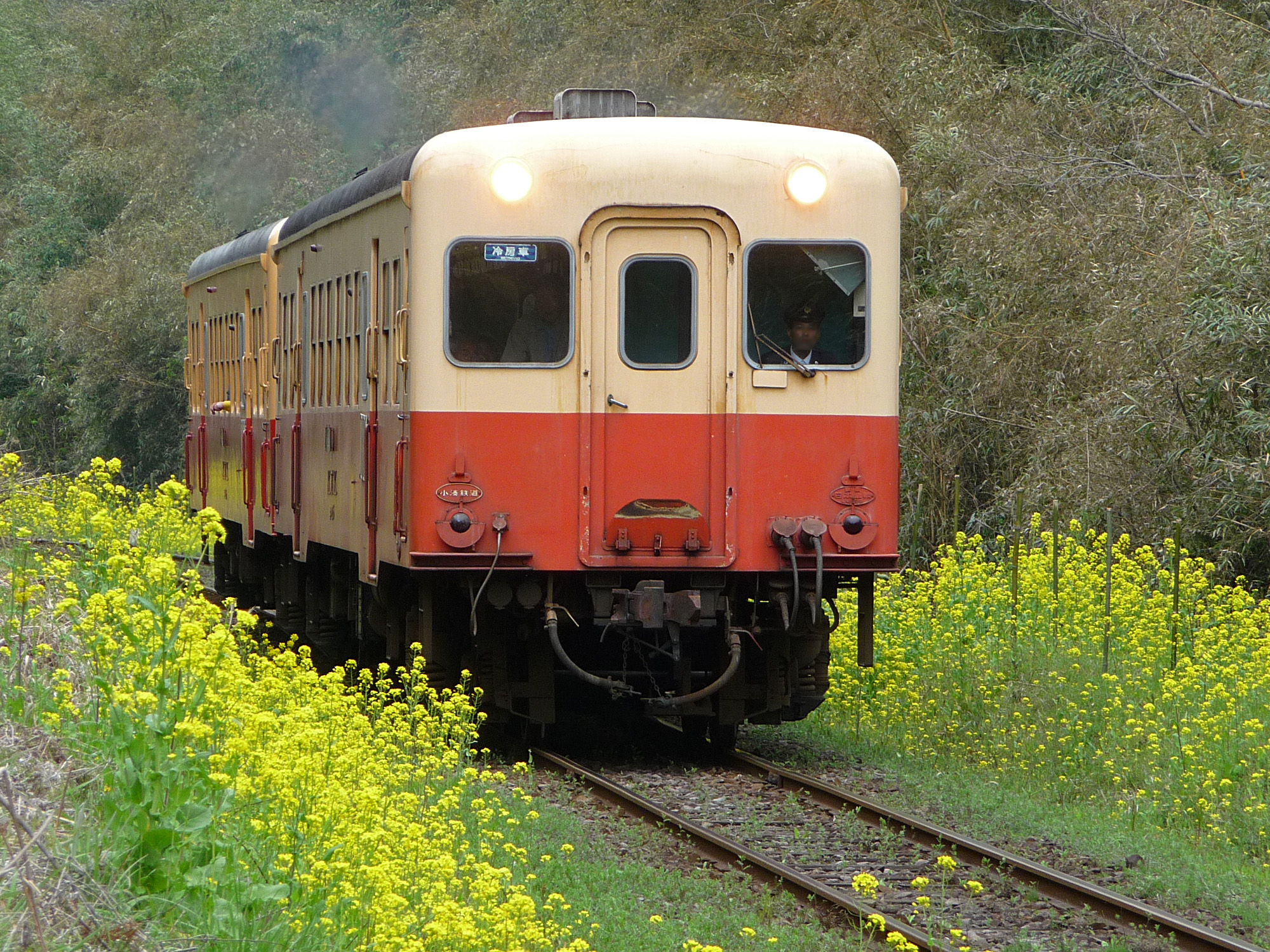
Série 200
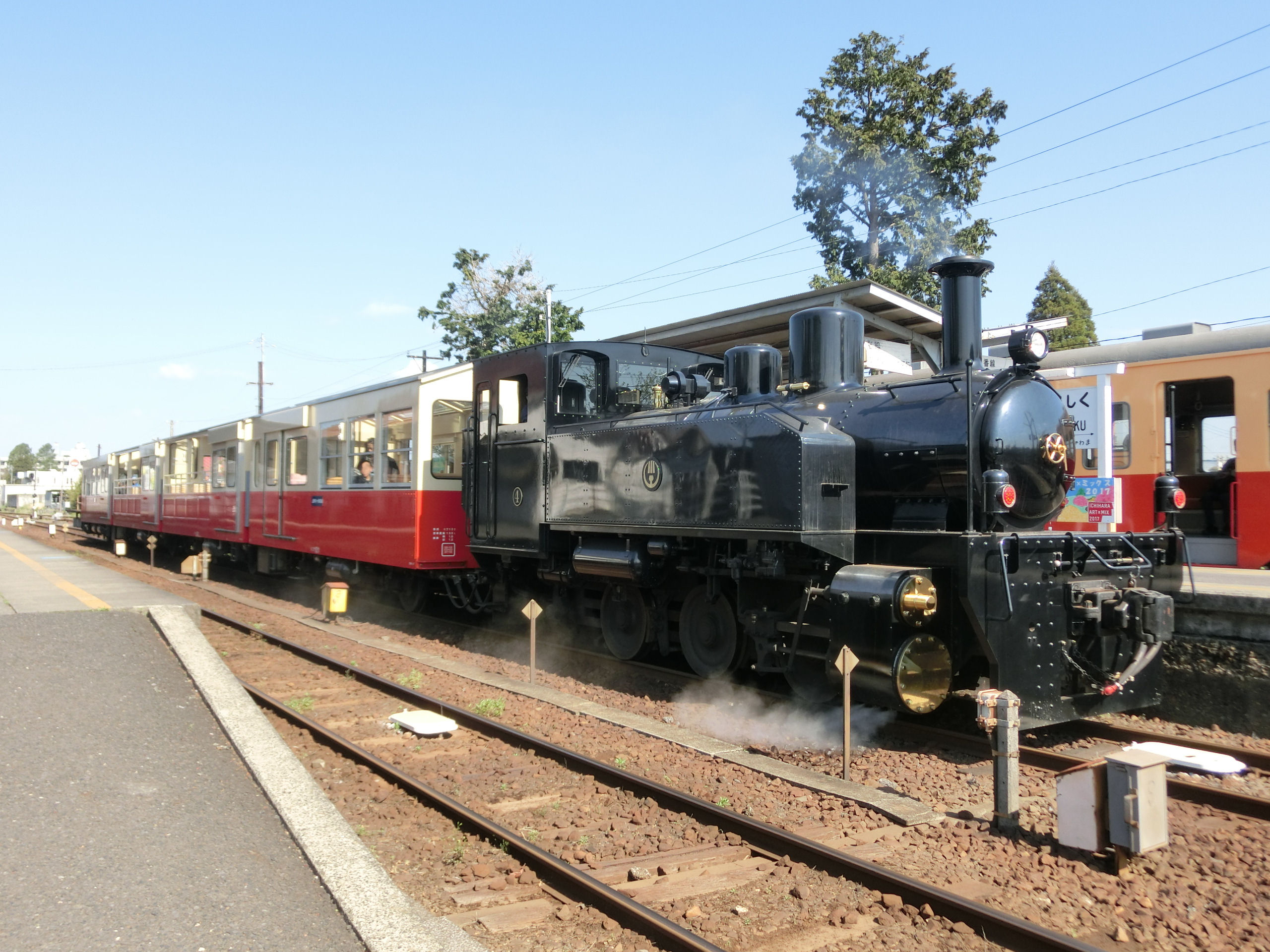
Train touristique Satoyama Torokko